# Моллі Костейн Гейкрафт
Моллі Костейн Гейкрафт (6 грудня 1911, Торонто, Онтаріо, Канада — 5 червня 2005) — канадська письменниця.
Дитинство провела у Філадельфії, де її батько, письменник Томас Б. Костейн, був редактором The Saturday Evening Post.
Авторка кількох романів про жінок в англійській королівській історії, серед яких «Королівська леді», «Королева, що вагається» та «Надто близько до трону».
У центрі роману «Леді Роял» — життя Ізабелли, графині Бедфордської, під час Столітньої війни.
Померла 2005 року в Гайтстауні (Нью-Джерсі).